# Língua ahanta
Ahanta é um dioma tano central]], falado ao longo da costa sudoeste de Gana entre as cidades de Sekondi-Takoradi e Princes Town.
Ahanta é um membro do ramo cuás da família linguística Níger-Congo. É falada na região ocidental de Gana, entre Takoradi e Princes Town, na costa sudoeste. Em 2013, havia cerca de 175.000 falantes de Ahanta, também conhecido como Anrindha.

## Situação
Ahanta é considerado em extinção e a maioria das pessoas Ahanta também falam Fante e / ou Nzema. Fante é a língua de instrução nas escolas primárias e é falada a leste da área de língua Ahanta, enquanto Nzema é falado a oeste. 

## Escrita
Ahanta usa a escrita latina numa forma sem as letras C, J, Q, V, X. Usam-se as formas Ɛ, Ɩ, Ɔ, Ʋ.